# Tie Yana
Dans ce nom hongkongais, le nom de famille, Tie, précède le nom personnel Yana.
Tie Yana ou Tie Ya Na ( 帖雅娜 née le 13 mai 1979) est une pongiste de Hong Kong.

## Biographie
Elle a remporté deux médailles d'argent lors des Jeux asiatiques de 2006.
Elle a remporté de nombreux titres, dont l'Open du Brésil en 2003 et 2007, l'Open de Croatie en 2005, l'Open de Taïwan en 2006, et l'Open de Hongrie en 2016.
Elle a participé aux Jeux olympiques de 2004, 2008 et 2012, atteignant les quarts de finale lors de ses deux premières participations.
Son meilleur classement est no 8 mondiale en 2012.